# 香川師範学校
香川師範学校 （かがわしはんがっこう） は第二次世界大戦中の1943年 （昭和18年） に、香川県に設置された師範学校である。
本項は、香川県師範学校・香川県女子師範学校などの前身諸校を含めて記述する。

## 概要
- 香川県師範学校・香川県女子師範学校の統合・官立移管により設置され、男子部・女子部を置いた。
- 1874年 （明治7年） 創立の名東県成章師範学校を起源とする。
- 第二次世界大戦後の学制改革で新制香川大学学芸学部 （現・教育学部） の母体の一つとなった。
- 同窓会は 「松楠会」 （しょうなんかい） と称し、旧制 （香川師範・青師）・新制 （香川大学学芸学部・教育学部） 合同の会である。

## 沿革

### 名東県立、旧・香川県立、愛媛県立期
名東県成章師範学校、旧・香川県師範学校
- 1874年（明治7年）11月 - 高松に「名東県成章師範学校」が創設される。
- 1875年（明治8年）
  - 9月7日 - 名東県が廃止され、第二次香川県が成立。
  - 11月 - 「香川県師範学校」と改称。
- 1876年（明治9年）8月6日 - 開校式を挙行。

愛媛県讃岐師範学校
- 1876年（明治9年）
  - 8月21日 - 第二次香川県が愛媛県に併合される。
  - 11月10日 - 「愛媛県讃岐師範学校」と改称。
- 1877年（明治10年）4月 - 簡易女子師範学校を併設。

愛媛県師範学校、愛媛県尋常師範学校
- 1877年（明治10年）11月10日 - 愛媛県伊予師範学校 （松山） に併合され、「愛媛県師範学校」と改称。
  - 県内の男子師範学校は松山に統合され、修業年限は2年となった。
  - 簡易女子師範学校は女子師範学科となり、高松に残留した。
- 1878年（明治11年）1月 - 愛媛県師範学校女子師範学科が「愛媛県女子師範学校」として独立。
- 1879年（明治12年）5月 - 愛媛県女子師範学校、生徒僅少のため廃校。
- 1886年（明治19年）4月 - 師範学校令により「愛媛県尋常師範学校」（本科4年制）と改称。

### 香川県立期
香川県尋常師範学校
- 1888年（明治21年）12月3日 - 現・香川県が愛媛県から分離。
- 1889年（明治22年）
  - 10月1日 - 「香川県尋常師範学校」の設立が認可される。
  - 12月 - 愛媛県尋常師範学校から香川県出身者52名 （男41名・女11名） を収容。
- 1890年（明治23年）
  - 1月7日 - 高松市五番丁12番戸（現・高松市番町2丁目、専門学校穴吹コンピュータカレッジ付近）の仮校舎で開校。
  - 7月29日 - 高松市天神前165番地（現在の天神前から旅篭町にかけての一帯[1]）の新校舎へ移転。
  - 9月16日 - 附属小学校を設置し、授業を開始。
- 1891年（明治24年）3月 - 同窓会 「香川同窓会」（現・松楠会）が発足。

香川県師範学校
- 1897年（明治30年）10月 - 師範教育令により「香川県師範学校」と改称。
- 1908年（明治41年）2月 - 学則（香川県令第9号）を制定し、本科第一部 （4年制、従前の本科）と本科第二部 （中学校・高等女学校卒対象）を設置。
- 1912年（明治45年）4月1日 - 女子部が分離し、「香川県女子師範学校」として独立。これにより香川県師範学校は男子校となる。
- 1915年（大正4年）4月 - 本科第二部の修業年限が1年から1年7か月に延長。
- 1919年（大正8年）4月 - 本科第二部の修業年限が再び1年制となる。
- 1924年（大正13年）6月 - 高松市西浜新町（現・香川大学幸町キャンパス （教育学部））の新校舎へ移転。
- 1925年（大正14年）4月 - 本科第一部を5年制 （2年制高等小学校卒対象） に変更。
- 1926年（大正15年）4月 - 1年制の専攻科を設置。（同年5月に開校）。
- 1928年（昭和3年）4月[2] - 本科第二部を 2年制に延長。
- 1931年（昭和6年）6月 - 給費制度を廃止し、貧困者子弟にのみ給費を継続。
- 1936年（昭和11年）4月 - 校歌を制定。 作詞は小川楠一と堀沢周安、作曲は岡野貞一による。
- 1939年（昭和14年）
  - 4月 - 本科第二部に特別学級 「大陸科」を設置。
  - 11月 - 女子師範学校と共編で 「綜合郷土研究 香川県」を発刊。
- 1941年（昭和16年）4月1日 - 国民学校令により、附属小学校を附属国民学校とする。

香川県女子師範学校
- 1877年（明治10年）
  - 4月 - 愛媛県讃岐師範学校 （高松） に簡易女子師範学校を併設。
  - 11月 - 愛媛県師範学校女子師範学科となる。
- 1878年（明治11年）1月 - 「愛媛県女子師範学校」として独立。
- 1879年（明治12年）5月 - 生徒僅少のため廃校。
- 1889年（明治22年）10月 - 香川県尋常師範学校（男女共学）が発足。
- 1897年（明治30年）10月 - 香川県師範学校と改称。
- 1912年（明治45年）
  - 1月 -  文部省告示第15号により「香川県女子師範学校」の設置が公布される。
  - 4月 - 香川県師範学校旧・女子部校舎で開校。
- 1913年（大正2年）4月
  - 綾歌郡坂出町の商業学校跡（現・坂出市文京町、香川県立坂出高等学校校地）に移転。
  - 町立第二尋常小学校 （現・坂出市立東部小学校） を代用附属校とする。
- 1915年（大正4年）4月 - 附属小学校を設置。これに伴い、町立第二尋常小学校の代用指定を解除。
- 1917年（大正6年）
  - 2月 - 香川県立坂出高等女学校（香川県立坂出高等学校の前身）を併設。
  - この年 - 校歌を制定。作詞は青井常太郎、作曲は岡野貞一による。
- 1925年（大正14年）4月 - 本科第一部を5年制に変更。
- 1926年（大正15年）4月 - 1年制の専攻科を設置。
- 1933年（昭和8年）4月 - 附属幼稚園を設置。
- 1941年（昭和16年）4月1日 - 国民学校令により、附属小学校を附属国民学校とする。

### 官立（国立）期
香川師範学校
- 1943年（昭和18年）
  - 4月1日 - 香川県師範学校と香川県女子師範学校の2校が統合の上、官立移管され「香川師範学校」が設置される。
    - 旧香川県師範学校校舎を「男子部」、旧香川県女子師範学校校舎を「女子部」とする。
    - 本科（3年制、中等学校卒対象）と予科 （高等小学校卒対象） を設置。

  - 10月31日 - 開校記念式を挙行。
- 1944年（昭和19年）5月 - 現職教員の再研修機関として研究科を設置。修業期間を10週とする。
- 1945年（昭和20年）
  - 7月4日 - 高松空襲で男子部と同附属国民学校の校舎が全焼。
  - 8月 - 男子部が綾歌郡山内村国民学校・愛育園内に移転。
  - 12月 - 男子部予科が女子部校舎（坂出）で授業を開始。
- 1946年（昭和21年）
  - 1月 - 男子部が坂出市西庄の野田農機具工場附属青年学校校舎に移転。
  - 4月 - 男子部が丸亀市の旧歩兵第12連隊跡に移転。
- 1947年（昭和22年）
  - 1月 - 男女別であった師範学校同窓会を統合。
  - 4月1日 - 学制改革（六・三制の実施）
    - 男子部・女子部それぞれの附属国民学校の初等科（6ヶ年）を改組し、附属小学校とする。
      - 男子部附属小学校は現・附属高松小学校、女子部附属小学校は現・附属坂出小学校。

    - 男子部・女子部それぞれの附属国民学校の高等科（2ヶ年）を改組の上、新制の附属中学校（3ヶ年）とし、附属小学校に併設。
      - 男子部附属中学校は現・附属高松中学校、女子部附属中学校は現・附属坂出中学校。
- 1948年（昭和23年）2月 - 男子部、高松の旧校地に復帰。
- 1949年（昭和24年）5月31日 - 新制香川大学が発足したことにより、師範学校は学芸学部の母体として包括[3]され、「香川大学香川師範学校」となる。
  - 旧・男子部に学芸学部本校、旧・女子部に坂出分校が設置される[3]。
  - 師範学校としての生徒募集は停止され、在校生が卒業するまで師範学校は存続されることとなる。
- 1951年（昭和26年）3月31日 - 最後の卒業生を送り出し、香川大学香川師範学校が廃止される。完全に香川大学学芸学部に移行する。

廃止後
- 1954年（昭和29年）3月31日 - 旧・女子部に設置されていた香川大学学芸学部坂出分校が廃止される。附属幼稚園、小学校および中学校は存続。

## 歴代校長
香川県師範学校（前身諸校を含む）
- 校長： 山路一遊[4] （1889年10月1日[5] - 1892年3月）
- 校長： 三橋得三 （1892年4月1日 - 1895年7月8日）
- 校長： 豊岡俊一郎 （1895年7月8日 - 1897年2月27日）
- 校長： 片岡英儀 （1897年2月27日 - 1898年4月26日）
- 校長： 伊藤徳定 （1898年4月26日 - 1901年2月21日）
- 校長： 正木直太郎 （1901年2月21日 - 1901年3月4日休職）
- 校長事務取扱： 塩谷伴造 （1901年3月 - 1901年7月）
- 校長： 岩永五郎一 （1903年7月25日 - 1912年2月22日）
- 校長： 渡辺（浅賀）辰次郎[6] （1912年2月22日 - 1917年2月12日）
- 校長： 中島次郎吉 （1917年2月12日 - 1920年4月）
- 校長： 佐々木金久 （1920年4月 - 1922年2月）
- 校長： 小島政吉 （1922年2月 - 1923年4月）
- 校長： 石川義次 （1923年4月 - 1925年4月）
- 校長： 小林武三 （1925年4月 - 1928年12月）
- 校長： 松崎求己 （1928年12月 - 1930年7月18日死去）
- 校長事務取扱： 石野悌 （1930年7月 - 1930年9月）
- 校長： 近森幸衛 （1930年9月 - 1941年3月）
- 校長： 中川竹次郎 （1941年4月 - 1943年3月）

香川県女子師範学校
- 校長： 野島藤太郎 （1912年2月22日 - 1919年11月）
- 校長： 近藤為治 （1919年11月 - 1921年6月）
- 校長： 藤村与六 （1921年6月 - 1923年2月）
- 校長： 伊藤義彦 （1923年2月 - 1930年3月）
- 校長： 後藤真造 （1930年3月 - 1932年7月）
- 校長： 磯野清 （1932年7月 - 1937年3月）
- 校長： 井東豊彦 （1937年3月 - 1941年6月）
- 校長： 井上忠義 （1941年6月 - 1943年3月）

官立香川師範学校（新制香川大学発足まで）
- 校長： 原房孝 （1943年4月1日[7] - 1945年6月）
- 校長： 白石捷一 （1945年6月 - 1947年6月）
- 校長： 青木勇三 （1947年6月 - 1947年9月）
- 校長： 石野悌 （1947年9月 -  ）

## 校地の変遷と継承
香川師範学校男子部
前身の香川県師範学校から引き継いだ高松市幸町 （旧・西浜新町） の校地を使用したが、1945年（昭和20年）7月の空襲で校舎を焼失した。同年8月、綾歌郡山内村国民学校に移転したのち、翌1946年（昭和21年）には坂出市の野田農機具工場、さらに丸亀市の歩兵連隊跡に移転した。1948年（昭和23年）に高松の旧校地に復帰した。
後身の新制香川大学学芸学部は旧・男子部校地を本校として発足した。1966年（昭和41年）に教育学部に改称した後も、引き続き同校地を使用している （現・幸町キャンパスの一部）。
香川師範学校女子部
前身の香川県女子師範学校から引き継いだ坂出市 （現・坂出市文京町） の校地を使用した。同校地は新制香川大学学芸学部に引き継がれて坂出分校となり、2年制課程が置かれた。坂出分校は 1954年（昭和24年）3月で廃止となり、現在は香川県立坂出高等学校 （元併設校、香川県立坂出高等女学校の後身） の校地となっている。
旧・女子部の附属小学校・附属中学校の後身校は現在も坂出市に存在する。

## 著名な出身者
- 保井コノ - 日本女性初の理学博士。香川県師範学校卒業後、女子高等師範学校（現・お茶の水女子大学）に進学。
- 豊沢豊雄 - 政治家
- 大浦留市 - 陸上競技選手[8]、香川県初のオリンピック選手[9]。

## 関連文献
- 香川大学教育学部百周年記念事業実行委員会（編）　『香川大学教育学部百年のあゆみ』　香川大学教育学部松楠会、1989年9月。
- 『官報』